# Estornell mandarí
L'estornell mandarí
(Sturnia sinensis) és una espècie d'ocell de la família dels estúrnids (Sturnidae) que habita praderies, matolls i ciutats del sud de la Xina i zona limítrofa del nord del Vietnam. Passa l'hivern en Hainan, Taiwan i Indoxina. El seu estat de conservació es considera de risc mínim.